# Эризифовые (порядок)
Эризифовые (лат. Erysiphales) — порядок сумчатых грибов класса Леоциомицеты. От других грибов эта группа отделилась около 100 млн лет назад. 

## Описание
К этому семейству относится грибы вызывающие мучнистую росу на листьях, плодах и стеблях 9838 видов покрытосеменных растений. Мицелий располагается обычно на поверхности тела хозяина, внутрь клеток эпидермиса хозяина проникают гаустории. Мицелий представителей только трёх родов Leveilulla, Phyllactinia и Pleochaeta проникает в устьица, а гаустории прикрепляются к клеткам парехнимы.

## Классификация
Порядок включает два семейства:
- Amorphothecaceae Parbery, 1969 — Аморфотековые
- Erysiphaceae Tul. et C. Tul., 1861 — Эризифовые